# Sint-Laurentiuskerk (Overrepen)
De Sint-Laurentiuskerk is een kerkgebouw in Overrepen in de Belgische gemeente Tongeren-Borgloon in de provincie Limburg. Om de kerk ligt het ommuurde kerkhof, behalve aan de voorkant (westzijde), daar staan er twee linden voor de toren. De kerk staat verder vlak bij de N20.
Het gebouw is een zaalkerk en bestaat uit een voorstaande westtoren, een eenbeukig schip met drie traveeën en een halfrondgesloten koor met een rechte travee. Het koor wordt geflankeerd door twee sacristieën van recentere datum. De vierkante toren heeft drie geledingen en een ingesnoerde naaldspits gedekt met leien. De onderste geleding is opgetrokken in silex met hoekblokken van mergelsteen, de twee geledingen daarboven zijn in mergelsteen opgetrokken. Aan iedere zijde heeft de toren in de tweede geleding twee rondboogvormige spaarvelden en in de derde geleding een rondboogvormig galmgat voorzien van afgeschuinde negge. Verder heeft ze een geprofileerde kroonlijst van mergelsteen, een getoogd neoclassicistisch portaal met rechthoekig hardstenen omlijsting plus sluitsteen en een geprofileerde druiplijst uit het midden van de 19e eeuw. Het schip is opgetrokken in baksteen en heeft daarbij een plint en hoekblokken van mergelsteen, een kroonlijst met daaronder een baksteenfries in de vorm van een overhoeks muizetandfries met dropmotief, rondboogvensters in kalkstenen omlijsting met vlakke imposten en licht uitspringende sluitsteen. Het koor is van baksteen, blind, op een lage bakstenen plint, gedekt door een zadeldak. In de noordmuur van het schip bevindt zich een ingemetseld wapenschild van de bouwheer. Het gebouw wordt overwelft door rondboogvormige kruisribgewelven op consoles.
De kerk is de parochiekerk van het dorp en is gewijd aan Sint-Laurentius.

## Geschiedenis
Aanvankelijk werd er hier een romaanse kerk gebouwd.
In de 13e eeuw werd de toren verhoogd.
In 1773 werd het huidige kerkje gebouwd door baron van der Heyden de Belderbusch.